# Biff McGuire
Pour les articles homonymes, voir McGuire.
Biff McGuire est un acteur américain né le 25 octobre 1926 à New Haven (Connecticut, États-Unis) et mort le 9 mars 2021.

## Biographie
William Joseph McGuire Jr. a fréquenté la Hamden High School et l'Université du Massachusetts, où il a étudié le génie agricole. Il a quitté l'université pour rejoindre l'armée américaine. En poste en Angleterre, il a étudié à l'Université de Shrivenham ; là, il a peint des décors pour la production d'un théâtre local, dans laquelle il a également joué. Cette expérience l’a conduit à un rôle dans une pièce de théâtre à Londres.

## Filmographie

### Acteur
- 1951 : You're in the Navy Now : Sailor messenger
- 1955 : The Phenix City Story : Fred Gage
- 1954 : The Secret Storm (série télévisée) : Bruce Edwards #1 (1955)
- 1962 : La Blonde de la station 6 : Jimmy
- 1968 : L'Affaire Thomas Crown (The Thomas Crown Affair) : Sandy
- 1968 : The Heart Is a Lonely Hunter : Mr. Kelly
- 1971 : Hogan's Goat (TV) : Murphy
- 1970 : La Force du destin ("All My Children") (série télévisée) : Harry Flax (1972-1973)
- 1973 : Le Loup-garou de Washington (The Werewolf of Washington) : The President
- 1973 : Serpico : Capt. Insp. McClain
- 1974 : Paradise Lost (TV) : Foley
- 1974 : The Underground Man (TV) : Cassidy
- 1975 : Crime Club (TV) : Byron Craine
- 1975 : The Turning Point of Jim Malloy (TV) : Doctor Mike Malloy
- 1976 : Law and Order (TV) : Lt. Lenihan
- 1976 : La Bataille de Midway (Midway) : Capt. Miles Browning
- 1976 : Kingston (TV) : Pat Martinson
- 1976 : Francis Gary Powers: The True Story of the U-2 Spy Incident (TV) : John McCone
- 1976 : Gibbsville (série télévisée) : Dr. Malloy
- 1977 : The Hemingway Play (TV)
- 1977 : Roger & Harry: The Mitera Target (TV) : Sylvester March
- 1977 : In the Matter of Karen Ann Quinlan (TV) : Father Tom
- 1978 : How the West Was Won (feuilleton TV) : Ed Walters
- 1978 : Child of Glass (TV) : Joe Armsworth
- 1979 : Act of Violence (it) (TV) : Tom Sullivan
- 1979 : Nero Wolfe (en) (TV) : Inspector Cramer
- 1979 : The Last Word de Roy Boulting : Gouverneur Frank Davis
- 1951 : C'est déjà demain ("Search for Tomorrow") (série télévisée) : Lt. McKay (1980)